# Iveco Argentina

Fiat V.I. Argentina est la filiale du constructeur de poids lourds italien Fiat V.I. en Argentine, devenue ensuite Iveco Argentina.

## Histoire
L'histoire d'Iveco en Argentine est étroitement liée à celle du groupe Fiat auquel elle appartient. Après une longue période d'exportation de camions italiens vers les marchés sud-américains, en 1969, Fiat Véhicules Industriels commence la production de ses premiers camions lourds et autobus pour les longues distances, en Argentine.

## La première tentative en 1959
Selon le journal argentin La Capital du mois de juillet 1959 , sous le titre Propuesta de la Fiat, l'ingénieur Oberdan Sallustro, missionné par la direction de Fiat Turin, et PDG de Fiat-Someca Argentina a présenté au Président Frondizi la proposition de l'entreprise italienne pour créer une usine de camions et de châssis d'autobus.
La proposition, qui va être analysée par le pouvoir exécutif, prévoit également l'utilisation des machines et des installations existantes de Fiat Concord, la filiale argentine du constructeur automobile avec la construction d'une nouvelle usine et des investissements totalisant 18 millions US$.
Le Dr Ricardo Noseda, conseiller juridique du groupe Fiat, qui a participé à l'entrevue, a informé le Président que les activités du groupe Fiat en Argentine connaissaient une forte croissance, comme la production de gros moteurs diesel pour les chemins de fer, le matériel agricole et la production de voitures particulières.
Le premier modèle de camion qui devait être produit par Fiat Concord dans le pays, était  l'OM Tigrotto.
Tout cela figurait déjà dans le décret no 3693 du 25 mars 1959, lorsque l'autorisation pour la création de l'entreprise produisant des voitures a été délivré, permettant l'importation partielle des éléments nécessaires à la fabrication, avec des contraintes beaucoup plus faibles que celles régissant l'importation de véhicules complets. (Highways Magazine. Avril/juin 1961)
Dans le cas du camion OM Tigrotto , il était prévu que la production de ce modèle commencerait dès la troisième année (1962), qu'elle devrait atteindre 730 unités au minimum durant les trois années suivantes.
« Selon une source “bien informée”, le dossier de fabrication locale de l'OM Tigrotto n'aurait été qu'un essai à blanc, une sorte d'excuse parce que depuis le début Fiat voulait être présent dans le secteur des camions lourds de plus de 8 tonnes de charge utile. »
En fait, le marché argentin de l'époque étant dominé par Mercedes-Benz et Ford, l'autorisation gouvernementale n'arriva jamais et il fallut attendre 10 ans pour que Fiat soit enfin autorisé à produire localement sa gamme de camions.

## La création de Fiat V.I. Argentina
Alors que la part de marché de Fiat V.I. ne faisait que croître au détriment des constructeurs déjà implantés dans le pays, avec des véhicules importés d'Italie mais aussi du Mexique où la filiale locale Fiat Dina produisait des camions lourds depuis 1952, les autorités argentines, pour ne pas perdre les autres usines du groupe Fiat : matériel ferroviaire Fiat Materfer, machines agricoles Fiat-Someca, et automobiles Fiat Concord, délivrèrent l'autorisation de créer l'usine de camions et la société Fiat V.I. Argentina.
Les modèles choisis furent les Fiat 619N et 619N3E. L'évolution de ces modèles a fidèlement suivi la production italienne, avec un taux d'intégration de 87 % de composants locaux, dépassant largement les exigences fixées par le gouvernement argentin. L'usine a été implantée dans la ville de Ferreyra, dans la province de Córdoba avec, dans les premières années d'exploitation, une capacité de production d'environ 800 unités par an. Le second modèle à être fabriqué sera le Fiat 697, équipé du moteur Fiat type 221 à six cylindres, de 13 798 cm3 et une puissance de 260 ch. Proposé dans les versions TA, N3EA et T3EA avec différentes capacités de charge allant de 17,3 tonnes à 45 tonnes dans le « Full Trailer », conformément au code de la route argentin.
En outre, la production d'autobus est à souligner dans la branche argentine.
Les modèles suivants ont été produits par Fiat V.I.
- 341A [3]
- 391 [4]
- 319 [5]
- 320 [6]

## La croissance et les exportations
En 1974, la remarquable expansion du marché local et la signature d'un contrat pour exporter 5 000 camions vers Cuba, obligera l'entreprise à augmenter fortement sa capacité de production. Fiat réalise un investissement important pour créer une unité de production à Sauce Viejo, dans la province de Santa Fe, là où la firme italienne dispose déjà d'une unité de production de tracteurs agricoles. Cette nouvelle usine est redimensionnée pour produire 6 000 camions et 25 000 moteurs par an.
L'accord avec Cuba est un projet qui vise à aider à l'industrialisation de l'île. Intitulé « Automotive Guanajay », il consistera à construire quinze usines clés en main pour la production de camions et de moteurs. En plus de Cuba, Fiat V.I. Argentina, de concert avec la maison mère italienne, organisera un flux d'exportation qui gagnera les pays voisins d'Amérique du Sud, mais aussi l'Afrique et le Moyen-Orient.
Entre 1975 et 1978, la production annuelle moyenne sera de 2 700 camions, dont 43 % sont exportés, et de 10 000 moteurs. En 1976 l'effectif atteindra 1 900 personnes et la ligne d'assemblage des camions sera longue de 90 mètres. L'ouverture du marché argentin aux importations, conduira à une réduction considérable du volume de fabrication locale de Fiat V.I. Argentina pour tomber à une moyenne de 900 véhicules et 1 100 moteurs par an durant la période 1979/1983. La conséquence de cette ouverture du marché marquera, pour Fiat V.I. Argentina, l'arrêt de la production dans l'usine de Sauce Viejo et sa concentration dans l'usine de Ferreyra.

## Iveco Argentina SA
La transformation de Fiat V.I. Argentina en Iveco Argentina se produit en 1981 dans le cadre de la restructuration des activités du groupe Fiat en Argentine par activité spécifique : Fiat Concord pour les automobiles et Fiat Someca pour les tracteurs agricoles, Fiat-Allis pour les machines de terrassements des TP et Fiat Ferroviaria pour les trains. En Europe, Iveco (Industrial Vehicles Corporation) a été constituée en juillet 1974 avec le rachat par Fiat V.I. de la société allemande Magirus-Deutz (KHD - Klöckner-Humboldt-Deutz).
Le contrôle gouvernemental sur les importations de camions et autobus au début des années 1980, permet de voir une certaine reprise de l'activité économique et d'encourager de nouveaux investissements. En 1986, Iveco Argentina lance l'Iveco 150 Turbo, camion qui a nécessité un investissement de 1,5 million de dollars US. Ce véhicule a le châssis, la suspension et la transmission des modèles Fiat V.I. précédents, mais dispose d'un tout nouveau moteur de la série 8000, dans les versions à 3, 4 et 6-cylindres à aspiration normale et turbocompressé. Trois ans plus tard, Iveco Argentina s'attaque au domaine du transport de voyageurs, avec le lancement de l'autobus Iveco UA 130.

## Les années 1990
Les investissements d'Iveco Argentina se poursuivent dans les années 1990 et, en 1992, est présenté le Fiat Iveco 190.33 destiné au transport local/régional mais aussi d'exportation. Le nouveau véhicule sera présenté dans les versions 4x2 et 6x4. Le moteur est le fameux moteur Fiat 8210 de 13,8 litres de cylindrée, turbocompressé, développant une puissance de 334 ch.
En avril 1993, Iveco lance le premier utilitaire Daily importé du Brésil, dans les versions 40-8 et 49-10 à moteur turbo. Le moteur diesel à injection directe dispose, comme en Europe, du moteur 8140 Sofim  de 2 445 cm3 de cylindrée. En ce qui concerne les prestations, la puissance du moteur de la version 40-8 est de 75 ch et le 49-10, en combinant turbo et intercooler, atteint 116 ch. Avec une forte capacité de charge de 3 180 kg, une structure basée sur un châssis robuste de type camion avec des longerons, la polyvalence de la gamme permet une utilisation et des applications les plus diverses en bénéficiant de plus de cinquante variantes combinant van, minibus et camions légers.
En 1998, Iveco Argentina annonce un plan d'investissements de 60 millions de dollars, avec l'avènement de l'EuroCargo dans la catégorie des camions de gamme moyenne et l'Eurotech dans la gamme lourde avec les moteurs Cursor.
En 2005, Iveco lance la nouvelle gamme de poids lourds Stralis 380 HD, équipées avec le moteur Cursor 13 de 347 ch à 2 400 tr/min et disponible en différentes versions ; 4x2, 6x2 et 6x4 pour les longs parcours.

## L'Iveco PowerstarAustralien
En octobre 1999, Iveco commence la production d'un nouveau véhicule lourd dans son usine de Ferreyra, mais seulement pour l'exportation. C'est le modèle Powerstar. Ce camion a été développé par le département ingénierie d'Iveco Australie, il est basé sur le châssis de l'EuroTech 450E37. La principale nouveauté réside dans sa cabine à capot, le seul et unique modèle de toute la gamme IVECO) dans le monde entier. Son assemblage est assuré par la société locale Itatí.
Le Powerstar a été fabriqué dans le strict respect des normes ISO 9000 jusqu'en juin 2005. Au total, 121 unités ont été construites principalement pour les marchés du Brésil et du Venezuela.

## Iveco Argentina aujourd'hui
L'unité Iveco en Argentine est complètement intégrée dans le groupe Iveco, regroupée avec ses sœurs brésilienne et vénézuélienne dans Iveco Mercosul, structure pour l'Amérique du Sud. Les productions sont actuellement strictement identiques aux modèles européens d'Iveco. Tous les modèles de la gamme Daily, EuroCargo, Stralis et Trakker y sont produits.

## Gama Ecoline (Euro V)
En décembre 2015, présente officiellement sa gamme de produits Euro 5 dans la province de Mendoza. Sous le concept «Ecoline»; la famille a été repensée dans divers aspects, notamment électroniques, afin d'accroître la rentabilité du transporteur et d'offrir des véhicules de production nationale plus confortables, technologiques et écologiques.
C'est pourquoi, à partir de janvier 2016, les véhicules Ecoline de production nationale (Tector, Trakker, Cursor, Stralis) et de fabrication brésilienne (Daily, Vertis et Hi-Way) avec des moteurs conformes à la réglementation Euro 5 avec une réduction significative des gaz contaminants. À cette fin, la gamme Econoline utilise la technologie EGR (Recirculation de gaz d'échappement) dans le Daily et SCR (Réduction catalytique sélective) dans le reste de la famille IVECO, en utilisant l'agent réducteur Arnox32.

## Auto Shift
Connu par les transporteurs et les camionneurs pour son faible coût opérationnel, puissance et confort, le nouveau Tector Auto-Shift, avec des changements automatiques à 10 vitesses et le moteur FPT Industrial N67, est maintenant disponible en trois versions: 170E30T, 170E30N 4x2 , 240E30 6x2 et 260E30 6x4. "L'utilisation de la transmission automatisée est une tendance qui a commencé dans le segment lourd et gagne de plus en plus de force dans les véhicules légers. Le lancement de ce véhicule donne à IVECO une augmentation de la part de marché avec la compétitivité déjà consacrée de la Tector line ", a déclaré Marco Borba, vice-président de IVECO pour l'Amérique latine. Le segment des semipesados représente 29 % du marché argentin des camions.
Le nouveau Tector Auto-Shift, né dans le complexe industriel que possède IVECO à Ferreyra, Cordoue, a été conçu pour maximiser l'opération en augmentant le confort du conducteur. Ceci est dû à sa transmission avancée qui évite les erreurs éventuelles dans les changements de vitesse qui pourraient entraîner des coûts supplémentaires dans la consommation de carburant ou l'usure prématurée des composants.
«Le Tector Auto-Shift est la meilleure solution de véhicule automatisée sur le marché, nous avons développé des fonctionnalités exclusives pour offrir performance, réduction de coûts opérationnels et confort du conducteur, nous sommes sûrs d'être rapidement valorisés par le marché.
La ligne Tector Auto-Shift est disponible dans tout le réseau IVECO en Argentine, qui compte plus de 36 points officiels entre les concessionnaires autorisés et les ateliers, stratégiquement répartis dans l'immense territoire national.